# Abrocoma
Abrocoma és un gènere de rosegadors de la família Abrocomidae oposats en la Serralada dels Andes a Sud-amèrica, des del sud del Perú a Xile central. El gènere conté vuit espècies, la majoria de les quals estan aïllades en el nord-oest de l'Argentina.

## Taxonomia
- Abrocoma bennettii
- Abrocoma boliviensis
- Abrocoma budini
- Abrocoma cinerea
- Abrocoma famatina
- Abrocoma shistacea
- Abrocoma uspallata
- Abrocoma vaccarum